# Wilkiea hugeliana
Wilkiea hugeliana är en tvåhjärtbladig växtart som först beskrevs av Louis René Tulasne, och fick sitt nu gällande namn av A. Dc.. Wilkiea hugeliana ingår i släktet Wilkiea och familjen Monimiaceae. Inga underarter finns listade i Catalogue of Life.